# Saarloq
Saarloq – osada w południowo-zachodniej Grenlandii, w gminie Kujalleq. Według danych oficjalnych liczba mieszkańców w 2013 roku wynosiła 36 osób.